# Rachel Mazuir
Rachel Mazuir, né le 12 février 1940, est un homme politique français. Membre du Parti socialiste, il est sénateur de 2008 à 2020.

## Biographie
Professeur d'éducation physique et sportive, Rachel Mazuir est élu au conseil municipal de Bourg-en-Bresse en 1977. Il est adjoint au maire de 1977 à 1989 et de nouveau de 1995 à 2001.
Conseiller général du canton de Bourg-en-Bresse-Est à partir de 1988, il profite de la forte progression de la gauche lors des élections cantonales de 2008 pour ravir la présidence du Conseil général de l'Ain au sortant UMP Charles de La Verpillière le 20 mars 2008.
Il est élu sénateur lors des élections de septembre 2008.
Aux élections départementales de 2015, associé à Marie-Claire Panabières, il est battu au second tour par le binôme de droite constitué par Martine Tabouret et Jean-Yves Flochon, élus avec 41,51 % des suffrages.

## Anciens mandats
- Sénateur de l'Ain de 2008 à 2020
- Président du conseil général de l'Ain de mars 2008 à avril 2015
- Conseiller régional d'Auvergne-Rhône-Alpes
- Adjoint au maire de Bourg-en-Bresse
- Conseiller communautaire à la communauté de communes du Bassin de vie de Bourg-en-Bresse